# Kanak Chapa

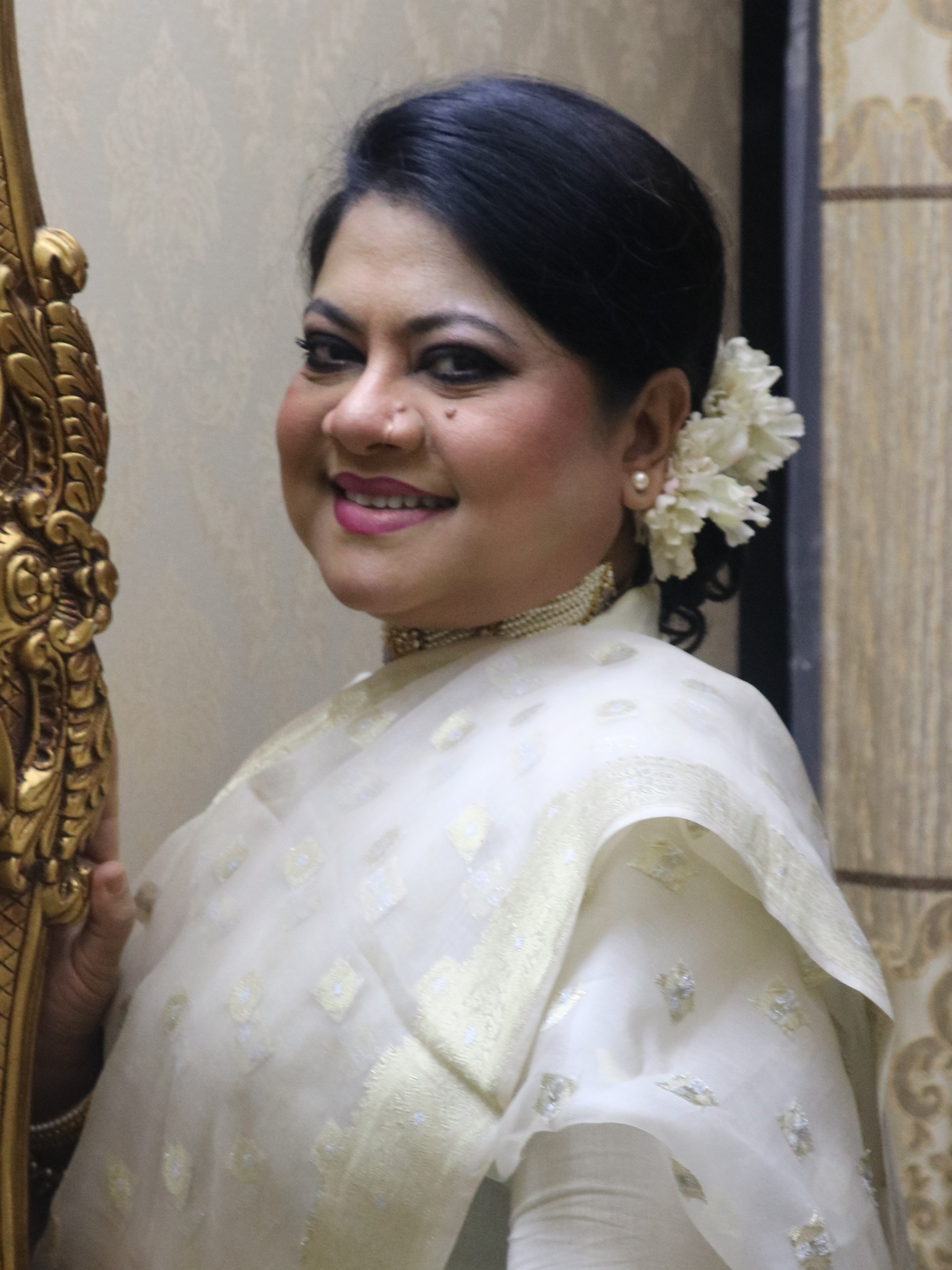
Kanak Chapa, Porträt (2019)

Kanak Chapa (Geburtsname: Rumana Morshed Kanak Chapa, bengalisch কনক চাঁপা, Kanaka cām̐pā, geb. 11. September 1969, Dhaka, Ostpakistan) ist eine bangladeschische Sängerin. Sie wurde drei Mal mit dem Bangladesh National Film Award for Best Female Playback Singer ausgezeichnet, für ihre Darstellung in den Filmen Love Story (1995), Premer Taj Mahal (2001) und Ek Takar Bou (2008). Sie veröffentlichte ihre Autobiographie Sthobir Jajabor 2011 und den Gedichtband Mukhomukhi Joddha 2012.

## Leben

### Jugend und Karriere
Rumana Morshed (Kanak Chapa) wurde am 11. September 1969 in Dhaka geboren. Ihre Eltern waren Azizul Huque Morshed und Momena Jahan. Sie war die dritte von fünf Geschwistern. Ihren ersten Musikunterricht erhielt sie bei ihrem Vater. Im Verlauf ihrer Karriere sang sie fast 3.000 Songs und veröffentlichte mehr als 30 Soloalben.
1978 trat sie erstmals im Fernsehen auf. Als Kinderstar wurde sie Siegerin im Wettbewerb Notun Kuri 1978. Sie gewann den Preis „Jatiyo Shishu Protijogita“" drei Jahre in Folg. 12 Jahre lang wurde sie von Ustad Basir Ahmed gefördert.

### Bildung
Seit früher Jugend erhielt sie von ihrem Vater Gesangstraining. Sie betätigte sich auch als Malerin unter der Anleitung von Zainul Abedin. Aber ihr Vater erlaubte ihr nicht Malerei als Beruf auszuüben. Sie erwarb einen Abschluss an der Madartek Abdul Aziz High School. Später ging sie an die Viqarunnisa Noon School and College und erwarb ein HSC.

### Karriere
Sie hat über 3.500 Lieder gesungen und war in etwa 2.000 Filmen als Playback zu hören. Von ihr wurden etwa 40 Alben veröffentlicht. Sie war in über 4.000 Bühnenshows aufgetreten. Sie teilte die Bühne mit Künstlern wie Subir Nandi, Andrew Kishore, Kumar Bishwajit, Monir Khan und anderen.

### Schriftstellerei
Neben ihrem Singen ist Kanak Chapa auch eine versierte Schriftstellerin. Sie hat Kolumnen und Belletristik für viele führende Zeitungen und Online-Portale geschrieben und insgesamt 6 Bücher veröffentlicht: Sthobir Jajabor, Mukhomukhi Joddha, Megher Danay Chore, Boikata Ghuri: Kataghuri 1, Boikata Ghuri: Kataghuri 2. Die letzten beiden sind ihre zweibändige Autobiographie, die 2020 veröffentlicht wurde.

## Familie
Kanak Chapa ist seit 1984 mit dem Musikdirektor und Komponist Moinul Islam Khan verheiratet. Das Paar hat einen Sohn (Faizul Islam Khan) und die Tochter Faria Islam Khan. Beide sind ausgebildete Sänger und Musiker.
Kanak Chapa trat für die Bangladesh Nationalist Party im Wahlkreis Sirajganj-1 bei den Wahlen 2018 an. Sie verlor gegen Mohammed Nasim von der Awami-Liga.

## Soziales Engagement
Kanak Chapa engagiert sich in den sozialen Organisationen „Potho Shishuder Chayatol“, „Amra Khati Gorib“ und „Matrisodon“. Sie leitete acht Jahre lang die Online-Schule „Amader Khelaghor School“.

## Werke
| Alben - Abar Eshechi Firey (2011) - Poddo Pata (2013) - Arale (2014) - Poddo Pukor (2015) | Bücher - Sthobir Jajabor (2011) - Mukhomukhi Joddha (2012) - Megher Danay Chore (2016) - Kata Ghurhi (2018) - Shei Pothe Jao (2019) - Kata Ghurhi 2 (2019) | Songs - Elo Melo Chule Lalater Vaj - Nilanjona Namey Deko Na - Tumito Durer Ekhon - O Sathire Aay - Rokto Ranga Shondha Robi - Tumi Amar Swapno - Tumi Megh Dekhecho - Amar Hridoy Ekta Ayna - Amar Valobashar Shokol Duar - Ek Bindu Valobasha Dao - Chokher Vitor Swapno Thake | - Kichu Kichu Manusher Jibone - Koto Manush Vober Bajare - Tumi Amar Emoni Ekjon - Ekdin Tomake Na Dekhle - Bajare Jachai Kore Dekhinito Daam - Amar Premer Tajmohol - Onek Sadhonar Pore Ami - Ananta Prem Tumi Dao Aamake - Je Deshete Sahid Minar |

| - Lata Mangeshkar. In: Akash Prodeep Jole; Komponist: Satinath Mukherjee - Asha Bhosle. In: Akashe Aaj Ronger Khela - Lata Mangeshkar. In: Jare Ure Jare Pakhi; Komponist: Salil Choudhury - Lata Mangeshkar. In: Ogo Aar KLichuto Noy; S. Chowdhury - Sanndhya Mukherjee. In: Ami Tar Chholonay Vulbo na; Komponist: Robin Chatterjee - Asha Bhosle. In: Kotha Hoyechilo; Komponist: R. D. Burman - Pratima Banerjee. In: Ami Mela Theke - Nirmala Mishra. In: Emon Ekta Jhinuk - Pratima Banerjee. In: Jole Bhasha Poddo Ami - Haimanti Shukla. In: Ogo Brishti Amar - Nirmala Mishra. In: O Tota Pakhire - Sandhya Mukherjee. In: Kichukhon Aro Nahoy - Lata Mangeshkar. In: Moyna Go; S. Chowdhury | - Aayre Aay Dhan Shaliker Gaay, patriotisches Lied - Amay Eto Raate, Folksong - Bhromor Koiyo Giya, Folksong - Aaj Bikeler Daake. - Aaj Tobe Eituku Thak. - Khola Akash. - Bansh Baganer Mathar Upor. - Ami Obujher Moto. - Nisshas Amar Tumi, Mit Asif Akbar - Tomar Majhe Ami, Mit Asif - Notun Chander Notun Alo, Mit Andrew Kishore - O Saathire, Mit Andrew Kishore - Saathi Peyechi, Mit A. Kishore - Shoto Bochor Aage, Mit A. Kishore - Ei Raat Okkhoy Hok, Text: Rafiquzzaman,Mit Kumar Sanu - Kokila Eibuke Keno, Mit Kumar Biswajit - Tumi Bhalobasha Amari, Mit Kumar Biswajit - Shojoni Amito Tomay Bhulini, Mit Tapan Chowdhury | - Chitay Tule Dile. - Nilanjona NMame Dekona. - Shawono Raate Jodi, Text und Melodie: Kazi Nazrul Islam - Adho Raate Jodi Ghum Bhenge Jaay. - Akasher Oi Mitimiti Tarar Sone. - Dukjhini Johura. - Amar Mon Churi Koira Nao. - Tumi Basor Ghore, mit Andrew Kishore - Tomake Kotokhani Chai, mit Monir Khan - Koto Dukkho Diya Doyal, mit Monir Khan - Prem Sotti, mit M. Khan - Royecho Hridoye, mit M. Khan - Haste Haste Morbo, mit M. Khan - Boshonto Batashe. - Phuler Jemon Modhu Thake. - Ekta Second Onek Somoy, mit S I Tutul |

## Auszeichnungen
Bangladesh National Film Awards:
| Jahr | Auszeichnung         | Kategorie                   | Film             |
| ---- | -------------------- | --------------------------- | ---------------- |
| 1995 | National Film Awards | Best Female Playback Singer | Love Story       |
| 2001 | National Film Awards | Best Female Playback Singer | Premer Taj Mahal |
| 2008 | National Film Awards | Best Female Playback Singer | Ek Takar Bou     |

Meril Prothom Alo Awards:
| Jahr | Auszeichnung             | Kategori             | Ergebnis |
| ---- | ------------------------ | -------------------- | -------- |
| 1999 | Meril Prothom Alo Awards | Best Singer (Female) |          |
| 2000 | Meril Prothom Alo Awards | Best Singer (Female) |          |
| 2001 | Meril Prothom Alo Awards | Best Singer (Female) |          |
| 2002 | Meril Prothom Alo Awards | Best Singer (Female) |          |

Bachsas Awards
| Jahr | Auszeichnung   | Kategorie            |
| ---- | -------------- | -------------------- |
| 1999 | Bachsas Awards | Best Singer (Female) |
| 2000 | Bachsas Awards | Best Singer (Female) |
| 2001 | Bachsas Awards | Best Singer (Female) |
| 2008 | Bachsas Awards | Best Singer (Female) |

Ifad Film Club Award
| Jahr | Auszeichnung         | Kategorie            |
| ---- | -------------------- | -------------------- |
| 2012 | Ifad Film Club Award | Best Singer (Female) |

11th Channel i Music Awards
- Best Modern Song